# Ta Néa
 (juillet 2015).
Si vous disposez d'ouvrages ou d'articles de référence ou si vous connaissez des sites web de qualité traitant du thème abordé ici, merci de compléter l'article en donnant les références utiles à sa vérifiabilité et en les liant à la section « Notes et références ».
Ta Néa (grec moderne : Τα Νέα, « Les Nouvelles ») est un quotidien grec fondé en 1931, sous le nom de Αθηναϊκά Νέα (Nouvelles athéniennes). Il prit son nom actuel en 1945. Il est publié à Athènes.
Journal conservateur, Ta Néa soutient les gouvernements issus du parti Nouvelle démocratie.
Il appartient au puissant groupe de presse Lambrakis Press, également propriétaire du quotidien To Víma.